# Вероника ольгинская
Вероника ольгинская (лат. Veronica olgensis) — многолетнее травянистое растение, вид рода Вероника (Veronica) семейства Подорожниковые (Plantaginaceae).

## Распространение и экология
Представители вида встречаются на Дальнем Востоке России (Приморский край). Эндемик. Описан из Ольгинского района.
Произрастает на сухих, щебнистых склонах, в горных дубняках.

## Ботаническое описание
Корневища мочковатые, короткие.
Стебли прямые, простые, крепкие, высотой 20-30 см, шероховатые, коротко опушённые, с курчаво изогнутыми волосками.
Листья ланцетные или продолговато-ланцетные, нижние треугольно-ланцетные, длиной 20—35 мм, шириной 4—10 мм, с коротко клиновидным основанием, острые, по краю мелко и остро пильчатые или пильчато-зубчатые, иногда двоякопильчатые, на черешках длиной до 1 см.
Цветки в простой кисти или метельчато-кистевидное соцветие длиной 7—9 см; нижние прицветники длиннее цветоножек и чашечки, подобные стеблевым листьям, пильчатые по краю, ланцетные; верхние прицветники ланцетные, цельнокрайные; цветоножка длиной около 1 мм. Чашечка иногда зеленовато-красноватая, почти до основания разделенная на четыре ланцетно-линейные или ланцетные, туповатые доли; венчик длиной 5 мм, белый или розовый, в зеве волосистый; отгиб венчика более интенсивно окрашенный, длиной около 3 мм, с прямостоячими или несколько отогнутыми, туповатыми, почти равными, продолговато-ланцетными долями. Тычинки незначительно выдаются; пыльники продолговатые, длиной около 1 мм, одного цвета с венчиком.
Коробочка длиной 2—3 мм и шириной около 3 мм, незначительно превышает чашечку, округло-сердцевидная, несколько сплюснутая, двулопастная, на верхушке незначительно выемчатая. Семена плоско-выпуклые, слегка вогнутые с одной стороны, яйцевидные, длиной 1 мм, шириной около 0,5—0,75 мм, тупые.

## Таксономия
Вид Вероника ольгинская входит в род Вероника (Veronica) семейства Подорожниковые (Plantaginaceae) порядка Ясноткоцветные (Lamiales).
|  |                                      |  |                                                             |                                                             |                          |  | ещё 21 семейство (согласно Системе APG II) | ещё 21 семейство (согласно Системе APG II) |                         |  |  |  | ещё от 300 до 500 видов |
|  |                                      |  |                                                             |                                                             |                          |  | ещё 21 семейство (согласно Системе APG II) | ещё 21 семейство (согласно Системе APG II) |                         |  |  |  | ещё от 300 до 500 видов |
|  |                                      |  |                                                             | порядок Ясноткоцветные                                      |                          |  |                                            |                                            | род Вероника            |  |  |  |                         |
|  |                                      |  |                                                             | порядок Ясноткоцветные                                      |                          |  |                                            |                                            | род Вероника            |  |  |  |                         |
|  | отдел Цветковые, или Покрытосеменные |  |                                                             |                                                             | семейство Подорожниковые |  |                                            |                                            | вид Вероника ольгинская |  |  |  |                         |
|  | отдел Цветковые, или Покрытосеменные |  |                                                             |                                                             | семейство Подорожниковые |  |                                            |                                            |                         |  |  |  |                         |
|  |                                      |  | ещё 44 порядка цветковых растений (согласно Системе APG II) | ещё 44 порядка цветковых растений (согласно Системе APG II) |                          |  |                                            | ещё 90 родов                               | ещё 90 родов            |  |  |  |                         |
|  |                                      |  |                                                             | ещё 44 порядка цветковых растений (согласно Системе APG II) |                          |  |                                            |                                            | ещё 90 родов            |  |  |  |                         |